# Ёжик (причёска)

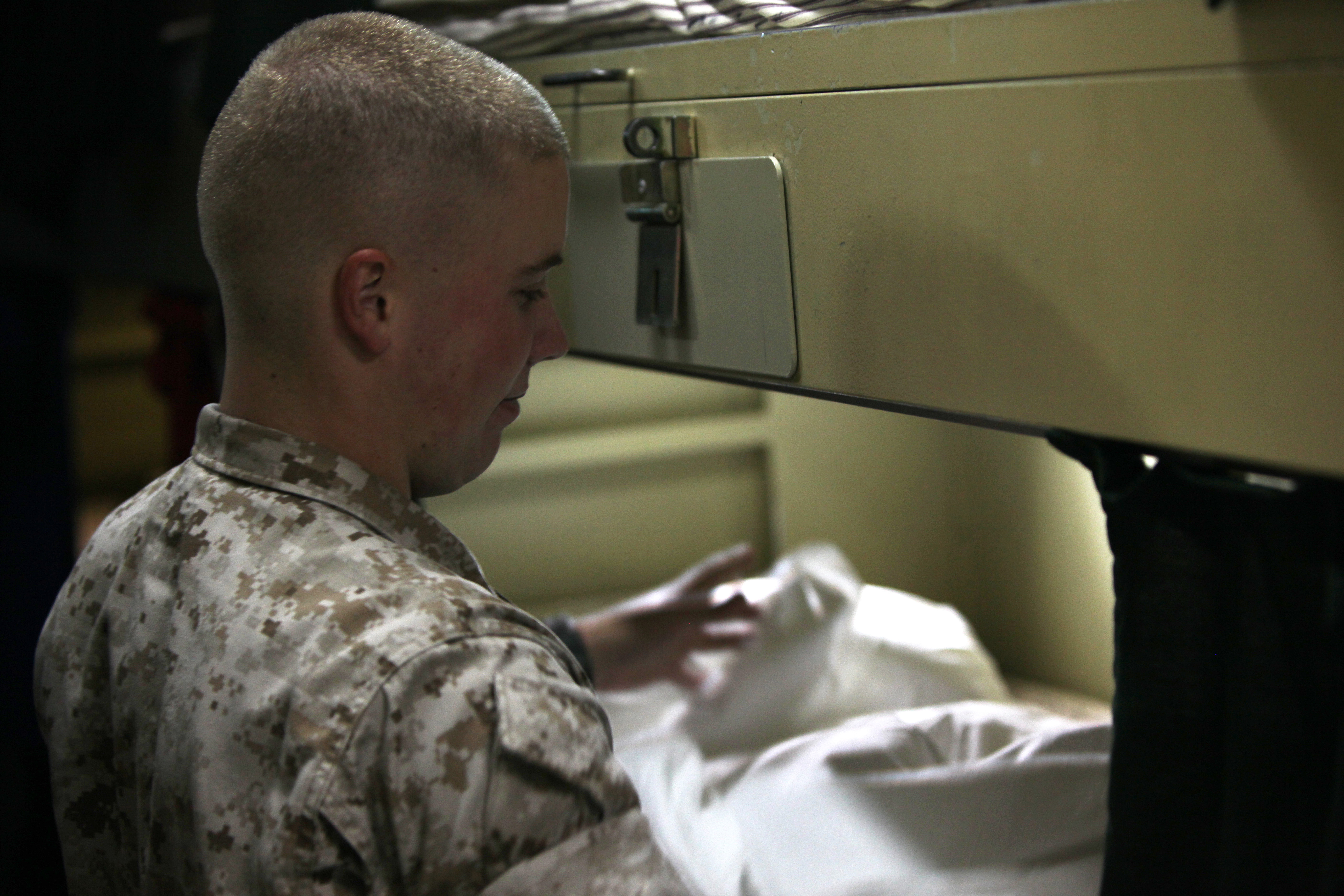
Морской пехотинец со стрижкой ёжик.

Ёжик  — самая короткая причёска, получаемая стрижкой: короче неё только бритьё «под ноль». Тип стрижки, при которой волосы на макушке подстригаются в каждом из измерений, равномерно со всех сторон. Вся верхняя часть головы подстригается так, чтобы оставить волосы одинаково короткой длины, повторяя контуры головы. При этом волосы ниже верхней части по бокам головы и на затылке подстригают коротко или полукоротко с помощью машинки для стрижки волос, как и при короткой стрижке, известной в англоязычном мире как crew cut. Возможны вариации, различающиеся длиной волос на конкретных участках головы.
Ёжик считается универсальной мужской стрижкой, при этом с ней может справиться и начинающий парикмахер.